# Джордж Фіннеган
Джордж Фіннеган (англ. George Finnegan) — американський боксер, олімпійський чемпіон та срібний призер Олімпійських ігор 1904 року. 

## Аматорська кар'єра
Олімпійські ігри 1904

Найлегша вага
- Фінал. Переміг Майкла Бурке (США)

Легша вага
- Фінал. Програв Оліверу Кірку (США)